# 霍奇 (路易斯安那州)
霍奇（英語：Hodge），是美国路易斯安那州下属的一座村镇。根据2010年美国人口普查，该市有人口470人。建置上，属于“village”。